# エレクトリ
株式会社エレクトリは、業務用音響機器・映像機器などのシステム設計、およびコンシューマー向けハイエンド・オーディオ機器の輸入販売などを行う企業である。1964年12月23日、設立。本社は、東京都新宿区上落合から、東京都豊島区要町を経て、2020年8月に東京都港区海岸に本社を移転した。
創業者の服部一郎（1931年生〜1993年没）は、東京理科大学（Tokyo College of Science）を卒業後、カメラの露出計を設計するエンジニアとしてキャリアをスタートさせた。その後、渡米してNYに滞在し、我が国有数の光学機器メーカー「株式会社セコニック」の米国法人、Seconic Corporationでセールスエンジニアとして活動した。帰国後、服部はAltec LansingやFairchildなど、米国のHi-Fi Productsを輸入販売する会社を起業し、"Electric”と自身の姓”Hattori”を合わせて、社名をエレクトリ（Electori）と命名したと伝えられている。
【コンシューマー向け事業・ALTEC（アルテック）時代】
株式会社エレクトリのコンシューマー向け事業の原点は、米国の劇場用音響システムの巨人、ウェスタン・エレクトリック社の子会社として設立されたアルテック社（Altec Corporation）と輸入販売総代理店契約を締結し、主にコンシューマー向けにアルテック社のスピーカーシステムなどの輸入販売業務を開始した今から半世紀以上前に遡る。だが、当時の日本のコンシューマー市場ではアルテック・ブランドの知名度は低く、エレクトリの営業部員が秋葉原の老舗オーディオ専門店にアルテック製品のセールスをおこなっても、契約に至るまでは困難を極めたという。それでも、エレクトリはアルテック製品の音の魅力を日本のオーディオ愛好家に広く知って欲しいとの情熱を持ち続け、"ALTEC EXPLOSION"と銘打った試聴会を、都内のヤマハホールを始め、各地の大規模な会場で根気よくアルテック製品の試聴会を開催した。それらの試聴会で披露した製品は、"ザ・ボイス・オブ・ザ・シアター"と型番の前に付く大型システムで、その名称が示す通り、本来の用途が映画館のスクリーンの後方に設置される劇場用スピーカーシステム"Altec A4"、"Altec A5"、前者の2機種と比較すれば、小型の"Altec A7"など、米国のコンシューマー市場では販売されていない製品が、しだいに日本の熱心なオーディオ愛好家の間で広く認知されるようになり、家庭用システムとしても定着するまでになった。やがてエレクトリが独自に日本のコンシューマー市場を見据えたアルテック・ブランドの製品開発をアルテック社に提案し、「マラガ」「ディグ」「クレッセント」「ミニモニター8A」などが誕生するなど、単に海外のオーディオ製品を輸入販売する卸売業の枠を大きく超えたビジネスを展開し、日本のハイエンド・オーディオ・マーケットへの貢献度は同業他社と比較しても、当時から格段に大きかった。
【コンシューマー向け事業・McINTOSH (マッキントッシュ）】
コンシューマー市場における株式会社エレクトリのビジネスを、さらに発展させたことは、1980年、米国のオーディオ名門ブランド、マッキントシュ社（McIntosh Laboratory, Inc）の輸入総代理店となったことである。エレクトリでは、それまでも日本のオーディオ愛好家の憧れであり、人気の高かったマッキントッシュのアンプリファイアーのみならず、どちらかといえば地味な存在で不人気だったMcIntosh社のスピーカーシステムで、その後、エポックな存在となった「McIntosh XRT20」とその姉妹機「McIntosh XRT18」の持つ高いポテンシャルと、音質の魅力にいち早く着目し、日本全国各地でXRT20をはじめとするXRTシリーズのスピーカーシステムのデモンストレーションをおこない、多くのオーディオ愛好家にXRTシリーズのスピーカーシステムの魅力が知れ渡った功績は大きい。また、エレクトリでは、XRTシリーズのスピーカーシステムの販売にあたっては、マッキントッシュ本社の方針と同様に、ユーザー宅での設置時に、同社技術部の専門のエンジニアが測定器を持参してユーザー宅に赴き、専用のイコライザーを使用した調整サービス（ヴォイシング・サービス）をおこなってきた。
エレクトリの技術部門の高いスキルと、顧客への手厚いアフターサービスは、同社の創業以来、一貫したポリシーであり、顧客の製品への信頼度の高さにも定評がある。それゆえ、ポリシーを同じくするMcIntosh本社とエレクトリの信頼関係は、非常に強固なものとなり、現在に至っている。
しかし、米国McIntosh社は、創業者、Flank McIntoshとともに、創業時より、同社の経営および製品開発の柱であり続けたGordon J Gowが1989年6月25日に心臓発作のため逝去した後は、経営母体が日本のクラリオン社に移行するなど、親会社が幾多の変遷を辿り、2007年、D&Mホールディングスの傘下となったため、D&Mが設立した子会社マッキントッシュ・ジャパンが日本におけるMcIntosh社製品の代理店となったが、McIntosh社がD&Mホールディングスの傘下を離れた2012年より、再びエレクトリがマッキントッシュの総輸入販売業務を行なうことになった。
現在、エレクトリのコンシューマー部門は、McIntoshのみならず、MAGICO、PASS LABORATORIES、METRONOME 、AMPZILLA、EMT、NORDOSTなど、オーディオ愛好家に人気が高く、信頼性にも優れた一流ブランドの機器の輸入販売を担っている。
【International Audio Society of Japan（IASJ）の設立】
また、エレクトリは日本インターナショナルオーディオ協議会（IASJ：International Audio Society of Japan・国際的に優れたオーディオ製品及び関連機器の普及、発展を目的として、旧、輸入オーディオ協議会から発展的に結成された、本格オーデ ィオ製品を輸入もしくは製造する会社法人による任意団体）の会員であり、創業社長の服部一郎は、1984年、同団体の母体となった輸入オーディオ協議会の設立に尽力し、以降、毎年開催され、入場者も1万人を超える我が国の代表的なハイエンド・オーディオ機器の見本市「東京インターナショナルオーディオショウ（旧：夢の輸入オーディオショウ）」には必ず出展している。
一方で、エレクトリの事業のもうひとつの柱であるプロ用音響機器関連の事業拡大強化を鑑み、2016年3月11日、M&Aにより、ヒビノ株式会社（東証JASDAQ上場・株式コード：2469）の連結完全子会社となり、現在に至っている。
2021年現在、世界中で新型コロナウィルスによるCOVID-19のパンデミックにより、親会社の事業の柱である大規模イベントの中止が相次ぐなか、エレクトリの民生用オーディオ・イクイップメントは、所謂"巣籠もり製品"でもあり、エレクトリの良好な業績が、ヒビノ株式会社のリスクヘッジの役割も果たしている。

## 取扱いブランド

### プロ用音響機器
- Aston Microphones
- ATC
- behringer
- BRICASTI DESIGN
- CREST AUDIO
- ELS-Series
- FRENETIK
- IsoAcoustics
- KRK
- MEDIA MATRIX
- MONISMS
- Nixer
- Peluso
- PRIMACOUSTIC
- Radial
- Sonnect Audio
- STUDIO TECHNOLOGIES
- Tannoy

### プロ用映像機器
- Alcorn McBride

### 制御機器
- AMX
- iPort

### ピュアオーディオ
- AMPZILLA
- Atacama
- EMT
- FIRST WATT
- HEGEL
- MAGICO
- McIntosh
- MERGING
- METRONOME
- NORDOST
- PASS
- Revival Audio
- stst
- Western Electric

### リスニングオーディオ
- IsoAcoustics

### MI（ミュージカルインストゥルメント）
- Agean Cymbals
- British Drum Co.
- Cherub Technology
- CODE Drum Heads.
- MOD Audio
- NUX
- TC Electronic
- TC Helicon
- T-REX